# Canyon (Texas)
Canyon ist eine Stadt und Sitz der Countyverwaltung (County Seat) des Randall Countys im US-Bundesstaat Texas in den Vereinigten Staaten. Das U.S. Census Bureau hat bei der Volkszählung 2020 eine Einwohnerzahl von 14.836 ermittelt.
Die Stadt ist Sitz der West Texas A&M University und des Panhandle-Plains Historical Museum.

## Geographie
Die Stadt liegt im Nordwesten von Texas, im sogenannten Texas Panhandle, etwa 15 km südlich von Amarillo und hat eine Gesamtfläche von 12,8 km² ohne nennenswerte Wasserfläche.

## Geschichte
Die Stadt wurde im Frühjahr 1889 von Lincoln Guy Conner gegründet. Als im Juli 1889 das Randall County gegründet wurde, wurde die junge Stadt zur Hauptstadt des Countys gewählt. Zunächst wurde eine aus zwei Räumen bestehende Blockhütte gebaut, die als Rathaus, Kirche und Gemeindesaal diente. Ab August 1890 erschienen in den folgenden Jahren mehrere Zeitungen, die jedoch zum Teil nur eine kurze Lebensdauer hatten. 1896 wurde die Zeitung „Stayer“ gegründet, die 1903 in „Canyon Ciry News“ umbenannt wurde und ab 1907 als „Randall County News“ erschien. Ebenfalls 1896 wurde Canyon an das Telefonnetz angeschlossen.
Einen weiteren Aufschwung erlebte Canyon, als 1898 die Pecos and Northern Texas Railway durch den Ort gebaut wurde. Hierdurch entwickelte sich Canyon zu einem wichtigen Verladeplatz für Rinder und Baumwolle und wegen der zahlreichen durchziehenden Cowboys zu einem Kneipenzentrum. Um 1900 betrieb W. C. Kenyon sieben Saloons in dem Ort. 1904, als Canyon 530 Einwohner hatte, wurde die erste Bank gegründet. 1906 erhielt der Ort Stadtrecht, und 1909 wurde ein aus Stein gemauertes Rathaus errichtet.

## Demographische Daten
Nach der Volkszählung im Jahr 2000 lebten hier 12.875 Menschen in 4.802 Haushalten und 2.924 Familien. Die Bevölkerungsdichte betrug 1.004,3 Einwohner pro km². Ethnisch betrachtet setzte sich die Bevölkerung zusammen aus 88,33 % weißer Bevölkerung, 1,92 % Afroamerikanern, 0,54 % amerikanischen Ureinwohnern, 2,05 % Asiaten, 0,04 % Bewohnern aus dem pazifischen Inselraum und 5,69 % aus anderen ethnischen Gruppen. Etwa 1,44 % waren gemischter Abstammung und 10,73 % der Bevölkerung waren spanischer oder lateinamerikanischer Abstammung.
Von den 4802 Haushalten hatten 33,1 % Kinder unter 18 Jahre, die im Haushalt lebten. 47,8 % davon waren verheiratete, zusammenlebende Paare. 10,8 % waren allein erziehende Mütter und 39,1 % waren keine Familien. 29,8 % aller Haushalte waren Singlehaushalte und in 8,7 % lebten Menschen, die 65 Jahre oder älter waren. Die Durchschnittshaushaltsgröße betrug 2,40 Personen und die durchschnittliche Größe einer Familie belief sich auf 3,05 Personen.
23,8 % der Bevölkerung waren unter 18 Jahre alt, 25,6 % von 18 bis 24, 25,7 % von 25 bis 44, 15,3 % von 45 bis 64, und 9,6 % die 65 Jahre oder älter waren. Das Durchschnittsalter war 25 Jahre. Auf 100 weibliche Personen aller Altersgruppen kamen 93,6 männliche Personen. Auf 100 Frauen im Alter von 18 Jahren und darüber kamen 90,5 Männer.
Das jährliche Durchschnittseinkommen eines Haushalts betrug 32.361 USD, das Durchschnittseinkommen einer Familie 46.250 USD. Männer hatten ein Durchschnittseinkommen von 34.338 USD gegenüber den Frauen mit 25.255 USD. Das Prokopfeinkommen betrug 16.292 USD. 14,3 % der Bevölkerung und 8,1 % der Familien lebten unterhalb der Armutsgrenze. Davon waren 10,2 % Kinder und Jugendliche unter 18 Jahren und 10,3 % waren 65 oder älter.

## Söhne und Töchter der Stadt
- Terry Funk, Wrestler